# コミットメント順序付け
コミットメント順序付け（コミットメントじゅんじょづけ、英: Commitment Ordering or CO、コミット順序付け）は、データベース、トランザクション処理、関連する分散アプリケーションにおいて、互換性のある直列化可能性を実現する手法である。この手法を使うと、楽観的な(ブロックしない)実装が可能である。マルチコア・プロセッサの急増により、COは並列プログラミング、トランザックショナルメモリで利用され、特にソフトウェアトランザクショナルメモリにおいて楽観的に直列化可能性を達成するために用いられる。COはトランザクションのスケジュール(履歴)が持つ性質の名前としても用いられ、元は1988年に(dynamic atomicity)という名前で定義された。COに準拠したスケジュールでは、コミットメントイベントの時間順序が順序グラフ(英: precedence graph)のトランザクションの順序と一致する。